# Zadlaz-Žabče
Zadlaz - Žabče este o localitate din comuna Tolmin, Slovenia, cu o populație de 27 de locuitori.